# Klebrige Lichtnelke
Die Klebrige Lichtnelke (Silene viscosa), auch Klebriges Leimkraut oder Klebrige Nachtnelke genannt, ist eine Pflanzenart aus der Gattung der Leimkräuter (Silene) innerhalb der Familie der Nelkengewächse (Caryophyllaceae). Sie ist in Eurasien weitverbreitet.

## Beschreibung

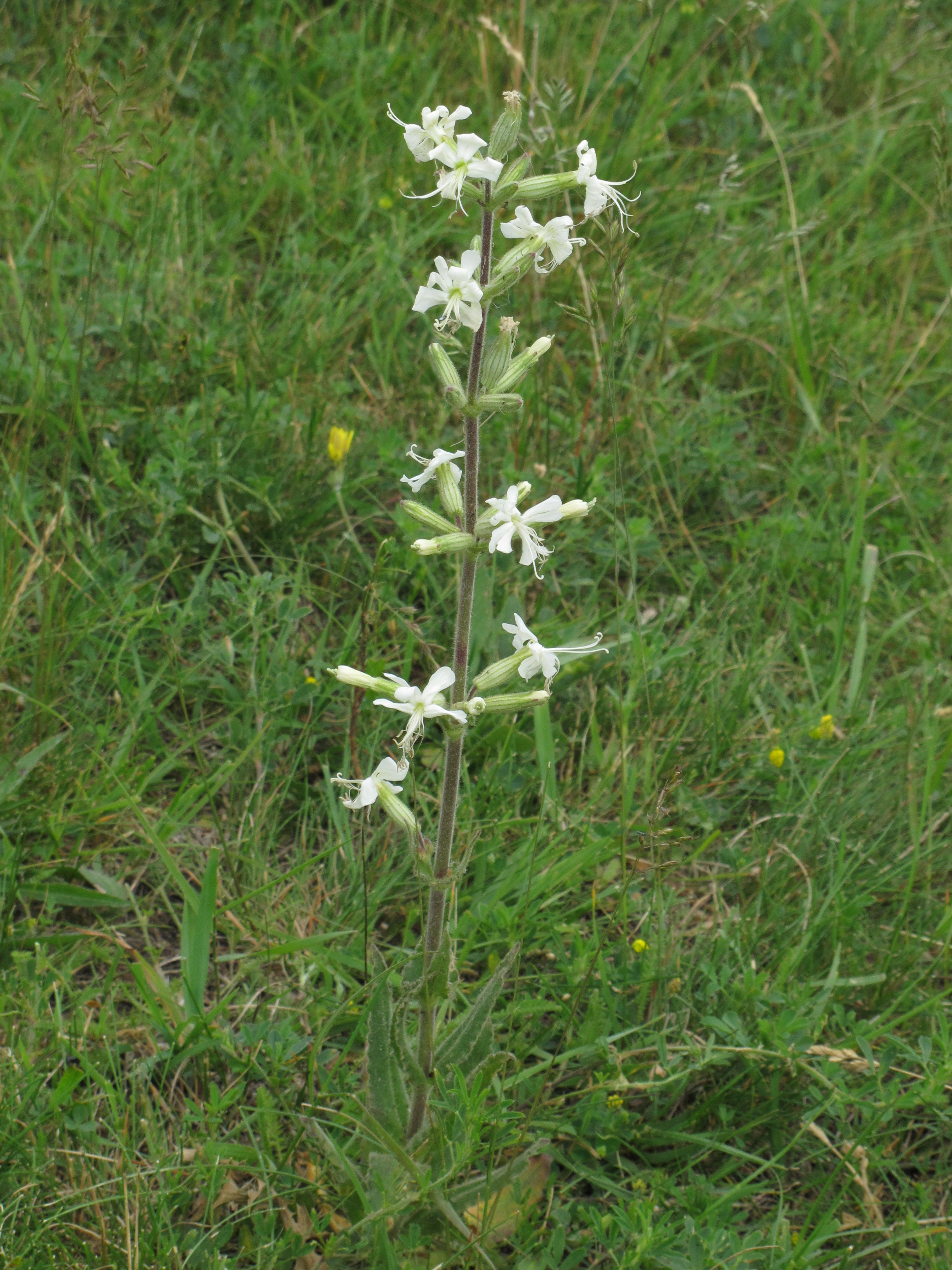
Habitus und Blütenstand im Habitat

### Vegetative Merkmale
Die Klebrige Lichtnelke ist eine ausdauernde krautige Pflanze und erreicht Wuchshöhen von 30 bis 70 Zentimetern. Der selbstständig aufrechte Stängel ist oft unverzweigt. Die oberirdischen Pflanzenteile sind dicht drüsig klebrig behaart (Indument).
Die Laubblätter stehen in einer grundständigen Rosette und gegenständig am Stängel verteilt angeordnet. Die Stängelblätter sind lanzettlich und am Rande gewellt.

### Generative Merkmale
Viele Blüten stehen in einem traubigen Blütenstand zusammen. Die zwittrigen Blüten sind radiärsymmetrisch und fünfzählig mit doppelter Blütenhülle. Der Kelch ist 12 bis 20 Millimeter lang und zehnnervig. Sie besitzt keine Nebenkrone. Die fünf weißen Kronblätter sind 18 bis 28 Millimeter lang mit tief zweispaltiger Platte. Es sind drei Griffel vorhanden.

### Chromosomensatz
Die Chromosomenzahl beträgt x = 12; es liegt Diploidie mit einer Chromosomenzahl von 2n = 24 vor.

## Vorkommen
Die Klebrige Lichtnelke ist von Europa über den Kaukasusraum und Iran bis Pakistan sowie Indien verbreitet. Das Hauptverbreitungsgebiet der Klebrigen Lichtnelke liegt in Osteuropa, Südsibirien und im nördlichen Iran. In Mitteleuropa kommt sie nur in Dänemark, auf Rügen und sehr selten auf küstennahen Felsen auf Hiddensee vor. Früher kamen sie auch im Gebiet von Berlin-Brandenburg und Sachsen-Anhalt vor. Sie hat heute noch Vorkommen in Tschechien, in Niederösterreich und zerstreut im Burgenland. In der Roten Listen der gefährdeten Pflanzenarten in Deutschland von 1996 wird sie in der Kategorie 1 geführt, was bedeutet, dass sie auf dem Gebiet Deutschlands „vom Aussterben bedroht“ ist.
Die Klebrige Lichtnelke gedeiht am besten auf kalkarmen, aber nährstoffreichen Sandböden. Sie gedeiht bei einem Klima mit eher trockenen und warmen Sommern. Sie besiedelt in Mitteleuropa salzige Steppenwiesen, geht aber auch an Wegränder und Dämme. Sie wächst in Pflanzengesellschaften des Verbands Corynephorion und kommt im pannonischen Tiefland in Pflanzengesellschaften des Verbands Festucion pseudovinae vor.
An der Ostseeküste wächst die Klebrige Lichtnelke küstennah in Felsenklippen, die von Zugvögeln als Rastplatz genutzt werden. Man kann deshalb vermuten, dass die Samen des Klebrigen Leimkrauts von ziehenden Vögeln verbreitet werden. Diese nördlichen Standorte entsprechen nicht der Norm. Möglicherweise wird die Klebrige Lichtnelke dort konkurrenzfähig, ja überlegen, weil sie durch den hoch konzentrierten Vogelmist nicht geschädigt, sondern gedüngt wird.

## Taxonomie
Die Erstveröffentlichung erfolgte 1753 unter dem Namen (Basionym) Cucubalus viscosus durch Carl von Linné in Species Plantarum, Tomus I, Seite 414. Die Neukombination zu Silene viscosa (L.) Pers. wurde 1805 durch Christiaan Hendrik Persoon in Synopsis Plantarum ..., Band 1, Seite 497 veröffentlicht. Ein weiteres Synonym für Silene viscosa (L.) Pers. ist Melandrium viscosum (L.) Čelak.